# Magyarország földművelésügyi minisztereinek listája

## A földművelésügyi tárcát irányító politikusok listája
| Név                                                                                     | hivatal kezdete      | hivatal vége         | párt                                  | megjegyzés |
| --------------------------------------------------------------------------------------- | -------------------- | -------------------- | ------------------------------------- | --- |
|                                                                                         |                      |                      |                                       | |
| Földmívelés-, ipar-, és kereskedelemügyi miniszter (1848/1849, 1867–1889)               |                      |                      |                                       | |
| Klauzál Gábor                                                                           | 1848. március 23.    | 1848. október 2.     | Ellenzéki Párt                        | |
| Országos Honvédelmi Bizottmány                                                          | 1848. október 2.     | 1849. május 2.       | OHB                                   | Egy Kossuth Lajos vezette, tárcákat el nem osztó testület irányította                                                                                          |
| Batthyány Kázmér                                                                        | 1849. május 2.       | 1849. augusztus 11.  | Ellenzéki Párt                        | külügyminiszterként, ideiglenesen |
| A bécsi kormány hatáskörében                                                            | 1849. augusztus 11.  | 1867. február 20.    | —                                     | |
| Gorove István                                                                           | 1867. február 20.    | 1870. május 23.      | Deák Párt                             | |
| Szlávy József                                                                           | 1870. május 23.      | 1872. december 5.    | Deák Párt                             | |
| Zichy József                                                                            | 1872. december 5.    | 1874. március 21.    | Deák Párt                             | részben egyidőben közmunka- és közlekedésügyi miniszter is |
| Bartal György                                                                           | 1874. március 21.    | 1875. március 1.     | Deák Párt                             | |
| Simonyi Lajos                                                                           | 1875. március 2.     | 1876. augusztus 21.  | Szabadelvű Párt                       | |
| Trefort Ágoston                                                                         | 1876. augusztus 21.  | 1878. december 4.    | Szabadelvű Párt                       | vallás- és közoktatásügyi miniszterként, ideiglenesen |
| Kemény Gábor                                                                            | 1878. december 4.    | 1882. október 12.    | Szabadelvű Párt                       | |
| Széchényi Pál                                                                           | 1882. október 12.    | 1889. április 8.     | Szabadelvű Párt                       | |
| Szapáry Gyula                                                                           | 1889. április 8.     | 1889. június 15.     | Szabadelvű Párt                       | |
| Földmívelésügyi miniszter (1889–1919)                                                   |                      |                      |                                       | |
| Szapáry Gyula                                                                           | 1889. június 16.     | 1890. március 15.    | Szabadelvű Párt                       | |
| Bethlen András                                                                          | 1890. március 15.    | 1894. június 10.     | Szabadelvű Párt                       | |
| Fejérváry Géza                                                                          | 1894. június 10.     | 1894. július 16.     | pártonkívüli                          | honvédelmi miniszterként, ideiglenesen |
| Festetics Andor                                                                         | 1894. július 16.     | 1895. november 2.    | Szabadelvű Párt                       | |
| Darányi Ignác                                                                           | 1895. november 2.    | 1903. november 3.    | Szabadelvű Párt                       | |
| Tallián Béla                                                                            | 1903. november 3.    | 1905. június 18.     | Szabadelvű Párt                       | |
| György Endre                                                                            | 1905. június 18.     | 1905. október 18.    | Szabadelvű Párt (?)                   | |
| Feilitzsch Artúr                                                                        | 1905. október 18.    | 1906. április 8.     | Szabadelvű Párt (?)                   | |
| Darányi Ignác                                                                           | 1906. április 8.     | 1910. január 17.     | Országos Alkotmánypárt                | |
| Serényi Béla                                                                            | 1910. január 17.     | 1913. június 10.     | Nemzeti Munkapárt                     | |
| Ghillány Imre                                                                           | 1913. június 10.     | 1917. június 15.     | Nemzeti Munkapárt                     | |
| Mezőssy Béla                                                                            | 1917. június 15.     | 1918. január 25.     | Függetlenségi és 48-as (Kossuth) Párt | |
| Wekerle Sándor                                                                          | 1918. január 25.     | 1918. február 11.    | 48-as Alkotmánypárt                   | miniszterelnökként, ideiglenesen |
| Serényi Béla                                                                            | 1918. február 11.    | 1918. október 31.    | Nemzeti Munkapárt                     | |
| Buza Barna                                                                              | 1918. október 31.    | 1919. március 21.    | Függetlenségi és 48-as (Károlyi) Párt | |
| Földmívelésügyi népbiztosok (1919. március 21. – június 29.)                            |                      |                      |                                       | |
| Csizmadia Sándor                                                                        | 1919. március 21.    | 1919. április 3.     | MSZDP                                 | |
| Nyisztor György                                                                         | 1919. március 21.    | 1919. július 24.     | KMP                                   | |
| Hamburger Jenő                                                                          | 1919. március 21.    | 1919. június 29.     | MSZDP                                 | |
| Vántus Károly                                                                           | 1919. március 21.    | 1919. június 29.     | MSZDP                                 | |
| Népgazdasági Tanács, földmívelésügyi főosztály-vezető (1919. június 29. – augusztus 1.) |                      |                      |                                       | |
| Nyisztor György                                                                         | 1919. június 29.     | 1919. június 29.     | KMP                                   | |
| Hamburger Jenő                                                                          | 1919. június 29.     | 1919. augusztus 1.   | MSZDP                                 | |
| Vántus Károly                                                                           | 1919. június 29.     | 1919. augusztus 1.   | MSZDP                                 | |
| Földművelésügyi miniszter (1919–1967)                                                   |                      |                      |                                       | |
| Takács József                                                                           | 1919. augusztus 1.   | 1919. augusztus 6.   | MSZDP                                 | a központi munkástanács által megbízva |
| Győry Loránd                                                                            | 1919. augusztus 7.   | 1919. augusztus 15.  | pártonkívüli (?)                      | helyettes államtitkár megbízva a minisztérium ideiglenes vezetésével                                                                                           |
| Nagyatádi Szabó István                                                                  | 1919. augusztus 15.  | 1919. augusztus 27.  | Országos Kisgazdapárt                 | |
| Rubinek Gyula                                                                           | 1919. augusztus 27.  | 1920. augusztus 15.  | Országos Kisgazdapárt                 | 1920. július 19. és augusztus 15. között már csak ideiglenesen, kereskedelmi miniszterként                                                                     |
| Nagyatádi Szabó István                                                                  | 1920. augusztus 15.  | 1921. december 3.    | Országos Kisgazdapárt                 | |
| Mayer János                                                                             | 1921. december 3.    | 1922. június 16.     | Országos Kisgazdapárt                 | |
| Nagyatádi Szabó István                                                                  | 1922. június 16.     | 1924. október 14.    | Egységes Párt                         | |
| Bethlen István                                                                          | 1924. október 14.    | 1924. november 15.   | Egységes Párt                         | |
| Schandl Károly                                                                          | 1924. október 14.    | 1924. november 15.   | Egységes Párt                         | államtitkárként megbízva az adminisztratív teendők miniszteri hatáskörben irányításával                                                                        |
| Mayer János                                                                             | 1924. november 15.   | 1931. augusztus 24.  | Egységes Párt                         | |
| Ivády Béla                                                                              | 1931. augusztus 24.  | 1932. február 4.     | Egységes Párt                         | |
| Purgly Emil                                                                             | 1932. február 4.     | 1932. október 1.     | Egységes Párt                         | |
| Kállay Miklós                                                                           | 1932. október 1.     | 1935. január 9.      | Nemzeti Egység Pártja                 | |
| Darányi Kálmán                                                                          | 1935. január 9.      | 1938. március 9.     | NEP                                   | 1936. október 10-étől, miniszterelnök és földművelésügyi miniszter                                                                                             |
| Marschall Ferenc                                                                        | 1938. március 9.     | 1938. május 14.      | NEP                                   | |
| Sztranyavszky Sándor                                                                    | 1938. május 14.      | 1938. november 15.   | NEP                                   | |
| Teleki Mihály                                                                           | 1938. november 15.   | 1940. december 30.   | Nemzeti Egység Pártja                 | |
| Bánffy Dániel                                                                           | 1940. december 30.   | 1944. március 22.    | Erdélyi Párt                          | |
| Jurcsek Béla                                                                            | 1944. március 22.    | 1944. október 16.    | Nyilaskeresztes Párt                  | |
| Pálffy Fidél                                                                            | 1944. október 16.    | 1945. március 27.    | Nyilaskeresztes Párt                  | |
| Nagy Imre                                                                               | 1944. december 21.   | 1945. november 15.   | MKP                                   | ténylegesen 1945. március 27-étől, lásd Ideiglenes Nemzeti Kormány                                                                                             |
| Kovács Béla                                                                             | 1945. november 15.   | 1946. február 23.    | FKGP                                  | |
| Dobi István                                                                             | 1946. február 23.    | 1946. november 20.   | FKGP                                  | |
| Bárányos Károly                                                                         | 1946. november 20.   | 1947. szeptember 24. | FKGP                                  | kétszer is rövid ideig ideiglenesen |
| Szabó Árpád                                                                             | 1947. szeptember 24. | 1948. április 16.    | FKGP                                  | |
| Dobi István                                                                             | 1948. április 16.    | 1948. december 10.   | FKGP                                  | utolsó napján már csak ideiglenesen |
| Csala István                                                                            | 1948. december 10.   | 1949. június 11.     | FKGP                                  | május 20-ától már csak ideiglenesen |
| Erdei Ferenc                                                                            | 1949. június 11.     | 1953. július 4.      | NPP / pártonkívüli                    | 1952. január 5-én több olyan területet is leválasztottak a minisztériumról, amik ma ismét a részét képezik                                                     |
| Hegedüs András                                                                          | 1953. július 4.      | 1954. október 30.    | MDP                                   | |
| Erdei Ferenc                                                                            | 1954. október 30.    | 1955. november 15.   | pártonkívüli (?)                      | |
| Matolcsi János                                                                          | 1955. november 15.   | 1956. október 24.    | MDP                                   | |
| Kovács Béla                                                                             | 1956. október 24.    | 1956. október 31.    | FKGP                                  | |
| betöltetlen                                                                             | 1956. október 31.    | 1956. november 4.    | —                                     | |
| Dögei Imre                                                                              | 1956. november 4.    | 1960. január 15.     | MSZMP                                 | 1957. májusáig megbízott, majd tényleges miniszter |
| Losonczi Pál                                                                            | 1960. január 15.     | 1967. április 14.    | MSZMP                                 | |
| Mezőgazdasági és élelmezésügyi miniszter (1967–1990)                                    |                      |                      |                                       | |
| Dimény Imre                                                                             | 1967. április 14.    | 1975. július 4.      | MSZMP                                 | |
| Romány Pál                                                                              | 1975. július 4.      | 1980. június 27.     | MSZMP                                 | |
| Váncsa Jenő                                                                             | 1980. június 27.     | 1989. május 10.      | MSZMP                                 | |
| Hütter Csaba                                                                            | 1989. május 10.      | 1990. május 23.      | MSZMP                                 | |
| Földművelésügyi miniszter (1990–1998)                                                   |                      |                      |                                       | |
| Nagy Ferenc József                                                                      | 1990. május 23.      | 1991. január 16.     | FKGP                                  | |
| Gergátz Elemér                                                                          | 1991. január 16.     | 1993. február 22.    | FKGP → EKGP                           | pártja időközben kilépett a kormányból, ő azonban maradni akart, ezért kizárták. A moratórium lejárta után átlépett az újonnan alakult Egyesült Kisgazdapártba |
| Szabó János                                                                             | 1993. február 22.    | 1994. július 15.     | EKGP                                  | |
| Lakos László                                                                            | 1994. július 15.     | 1996. december 15.   | MSZP                                  | |
| Nagy Frigyes                                                                            | 1996. december 15.   | 1998. július 8.      | MSZP                                  | |
| Földművelésügyi és vidékfejlesztési miniszter (1998–2010)                               |                      |                      |                                       | |
| Torgyán József                                                                          | 1998. július 8.      | 2001. február 15.    | FKGP                                  | |
| Boros Imre                                                                              | 2001. február 15.    | 2001. március 25.    | MDF                                   | ideiglenes megbízással |
| Vonza András                                                                            | 2001. március 25.    | 2002. május 27.      | pártonkívüli                          | 2001. végén lépett ki az FKGP-ből |
| Németh Imre                                                                             | 2002. május 27.      | 2005. május 1.       | MSZP                                  | |
| Gráf József                                                                             | 2005. május 2.       | 2010. május 29.      | MSZP                                  | |
| Vidékfejlesztési miniszter (2010–2014)                                                  |                      |                      |                                       | |
| Fazekas Sándor                                                                          | 2010. május 29.      | 2014. június 6.      | Fidesz                                | |
| Földművelésügyi miniszter (2014–2018)                                                   |                      |                      |                                       | |
| Fazekas Sándor                                                                          | 2014. június 6.      | 2018. május 18.      | Fidesz                                | |
| Agrárminiszter (2018 óta)                                                               |                      |                      |                                       | |
| Nagy István                                                                             | 2018. május 18.      | hivatalban           | Fidesz                                | |

## Galéria

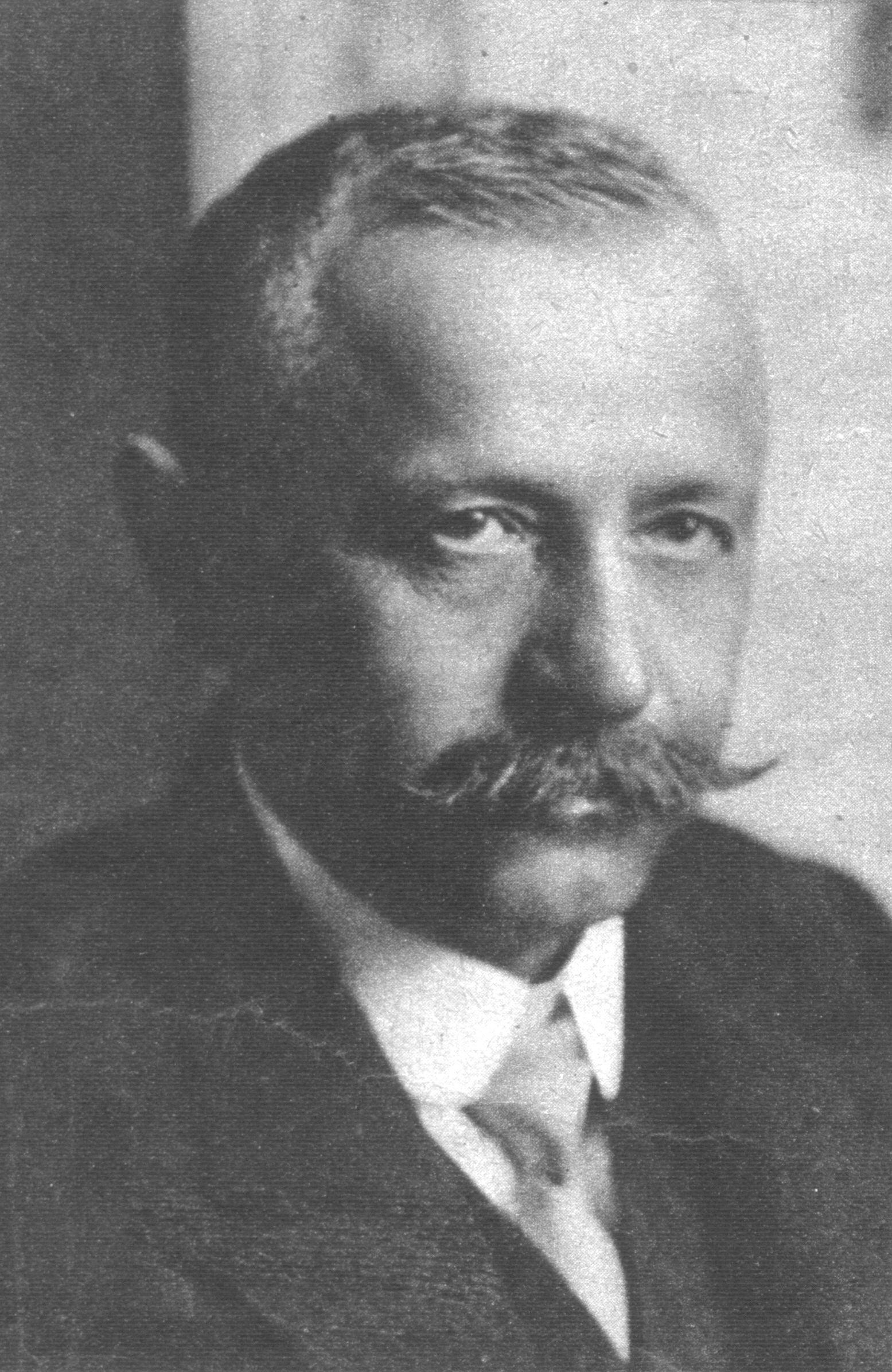
Nagyatádi Szabó István
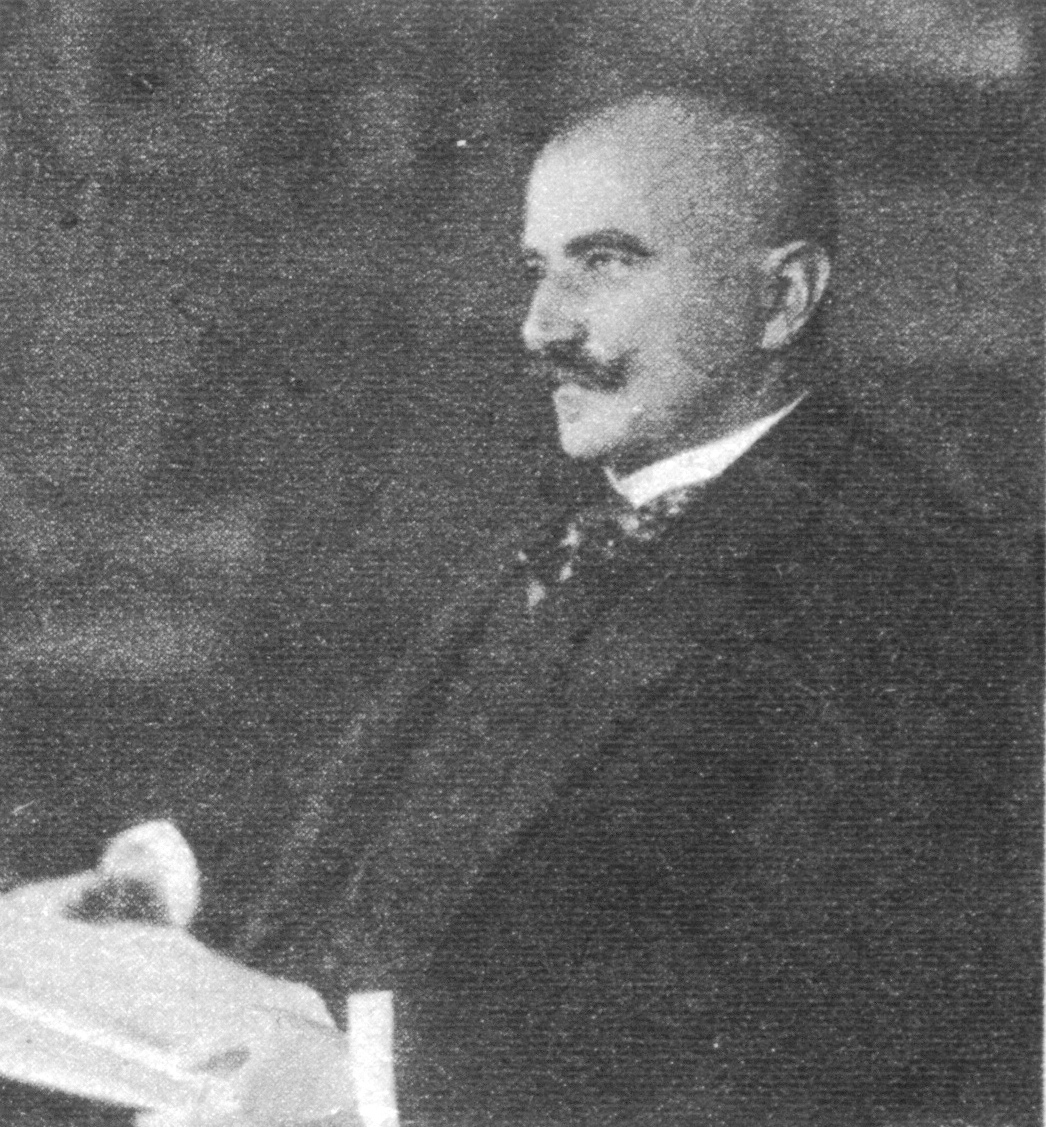
Rubinek Gyula
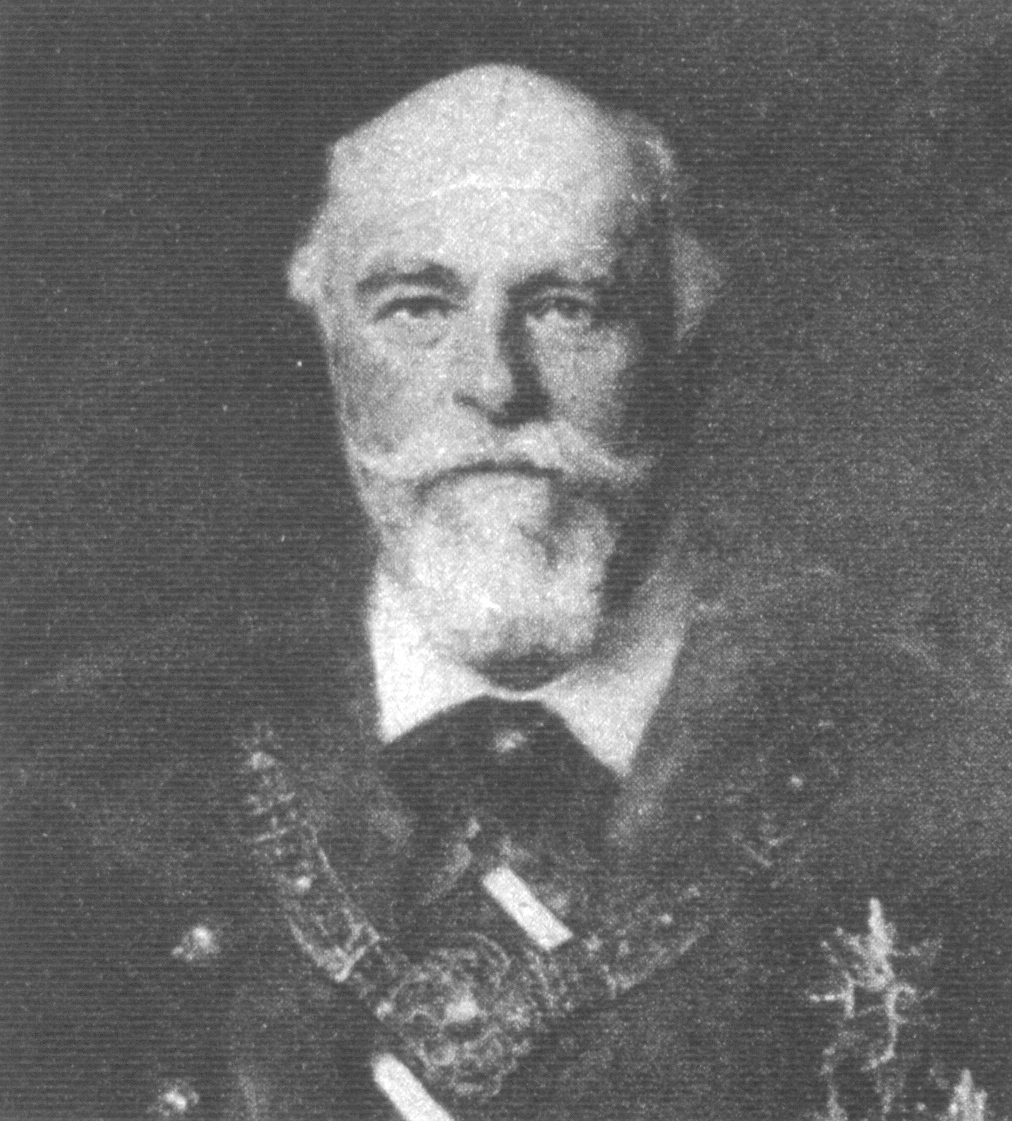
Darányi Ignác
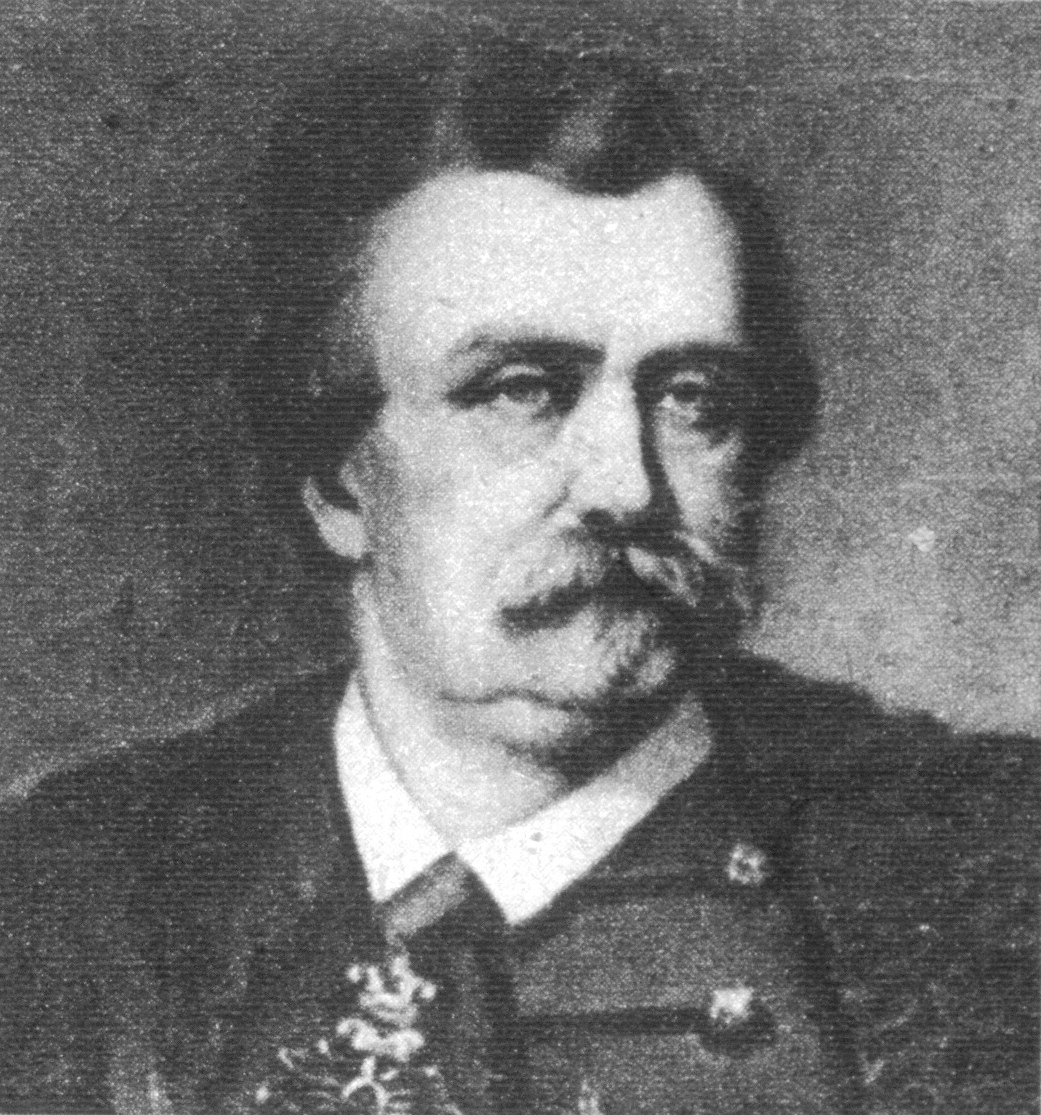
Szapáry Gyula
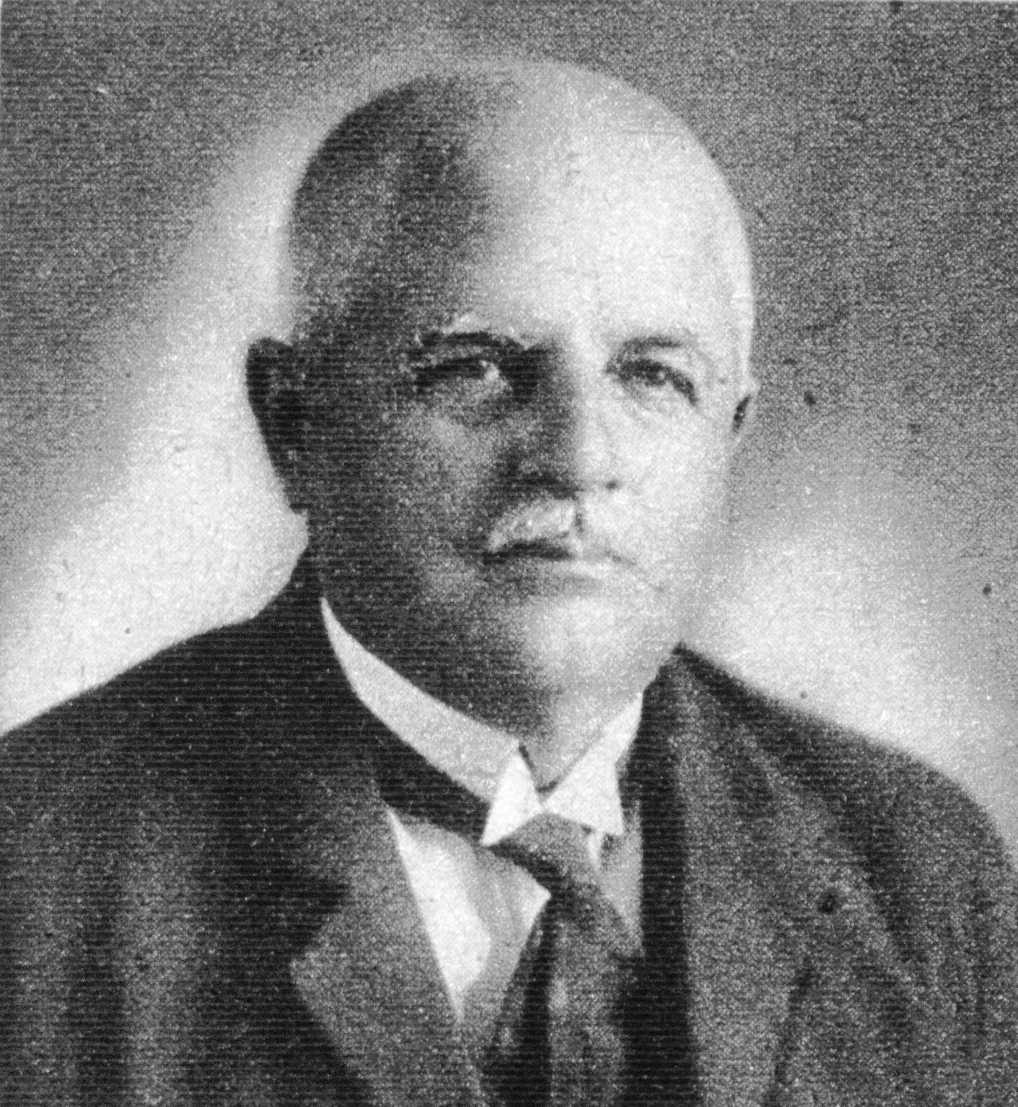
Mezőssy Béla
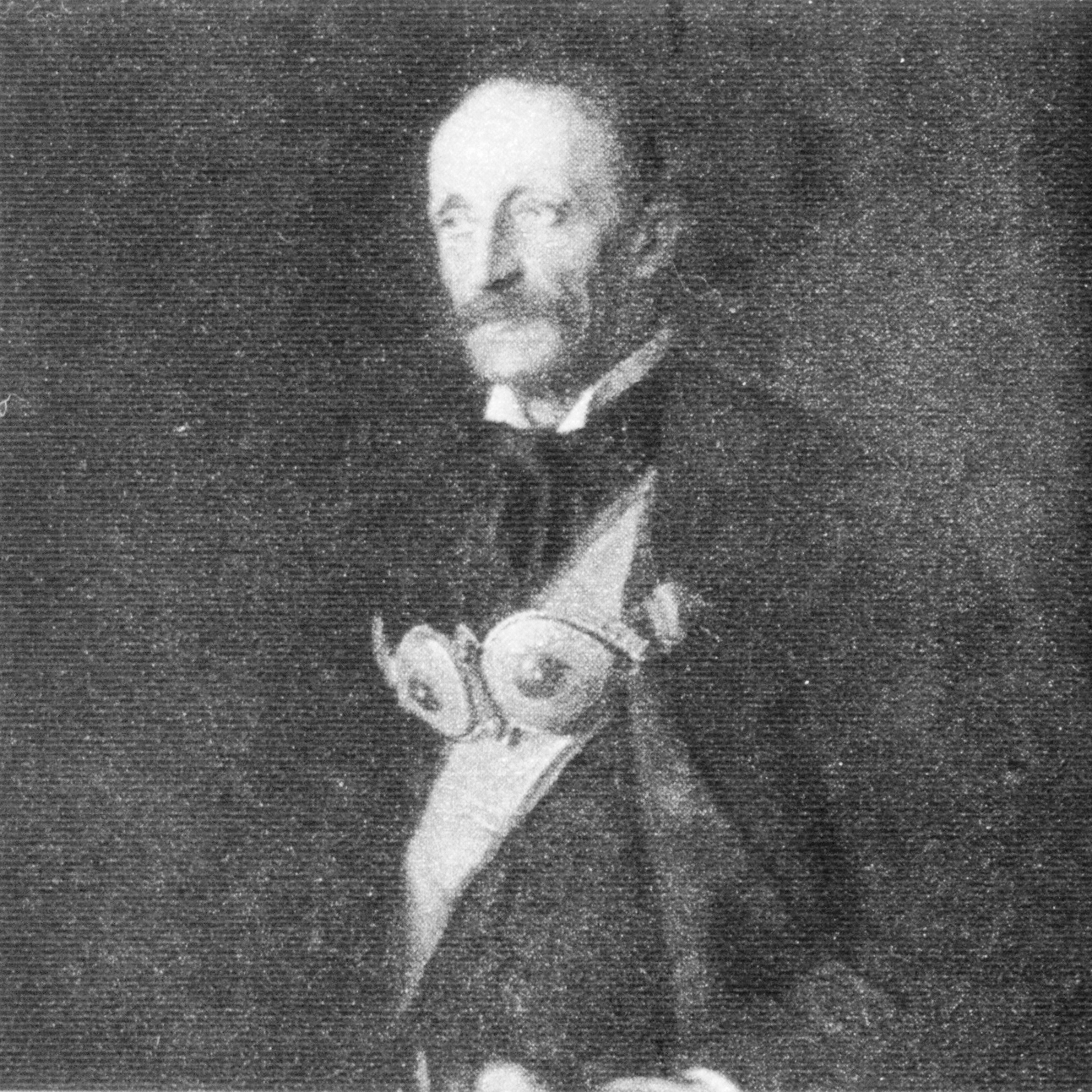
Festetich Andor
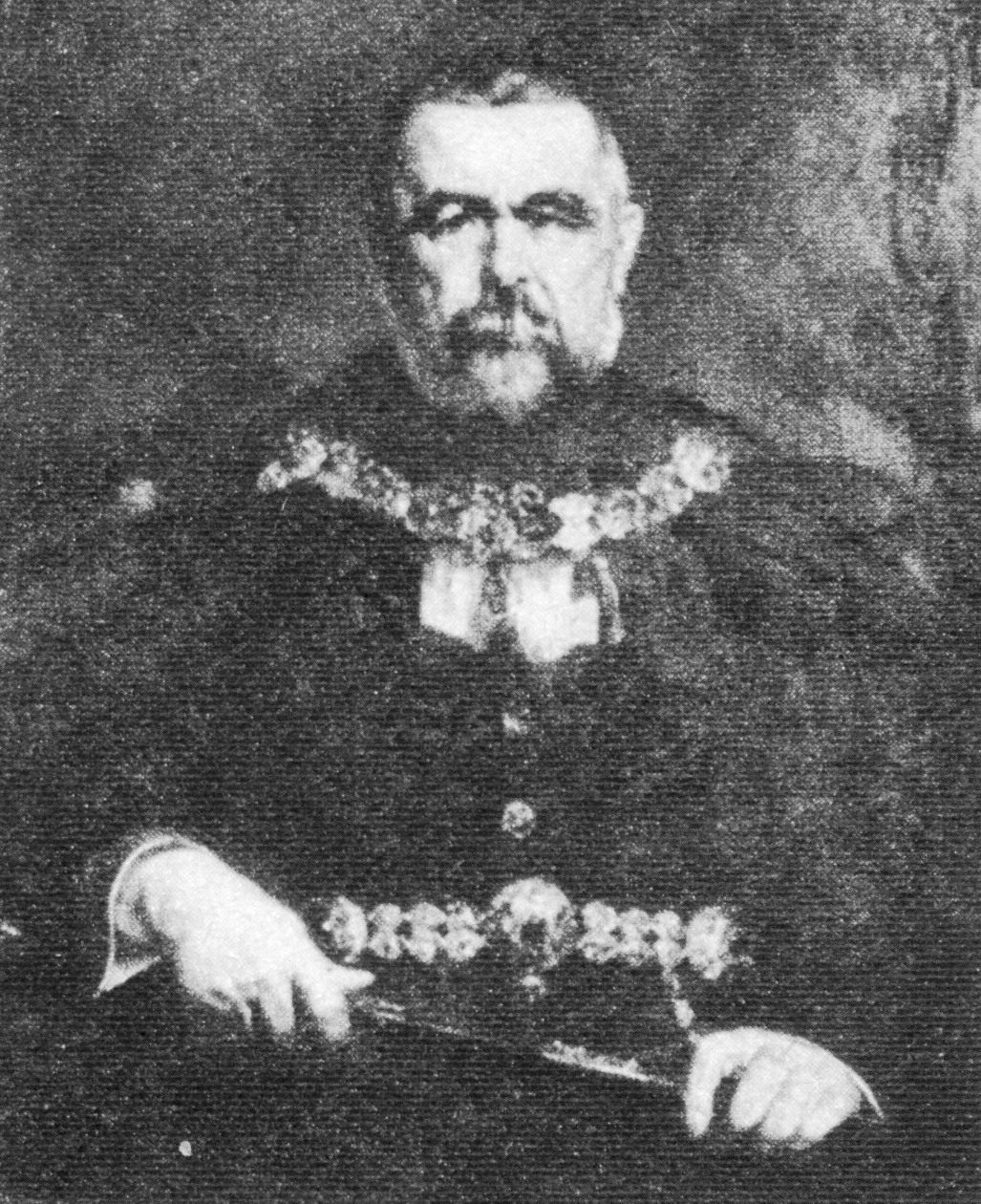
György Endre
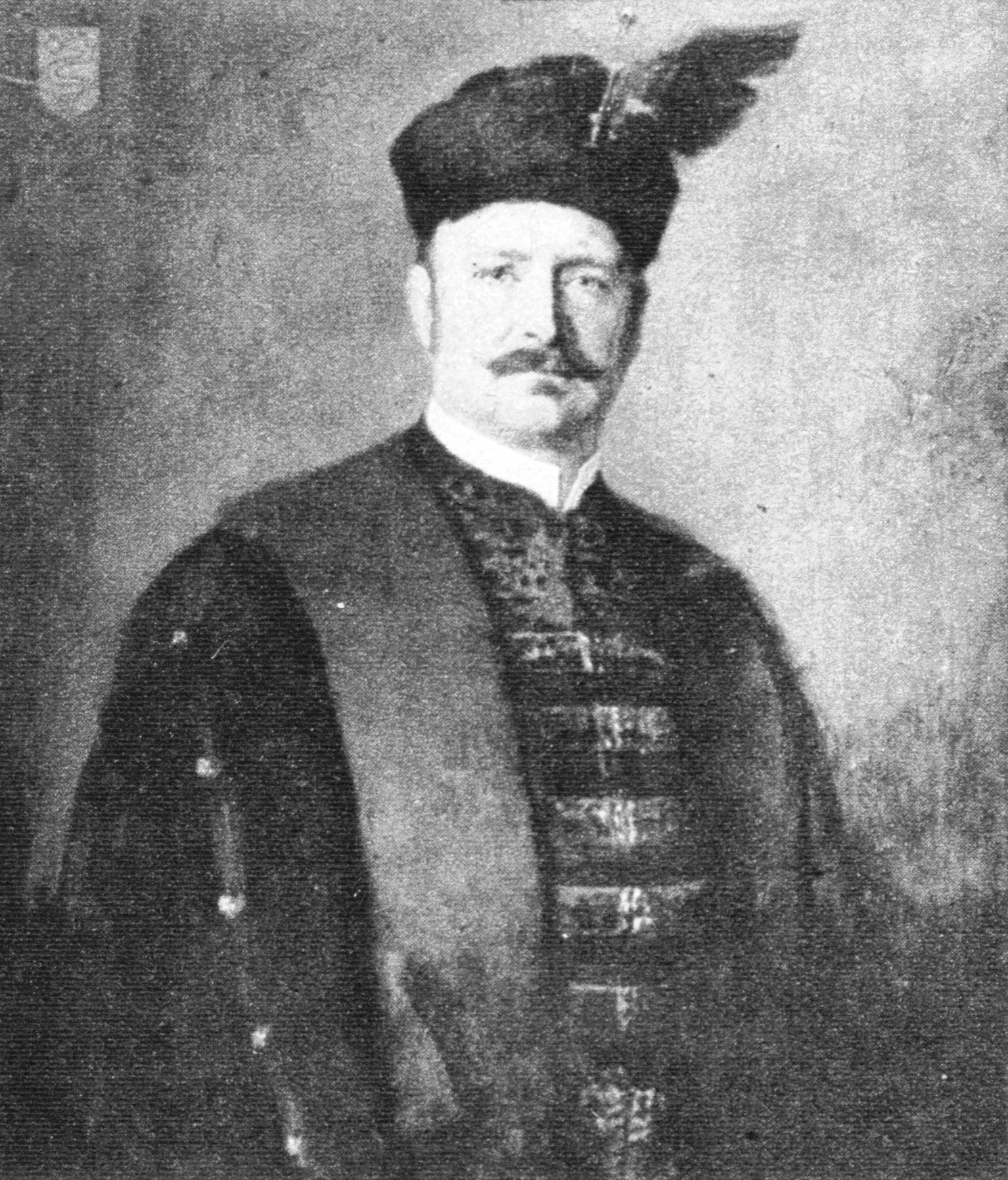
Bethlen András
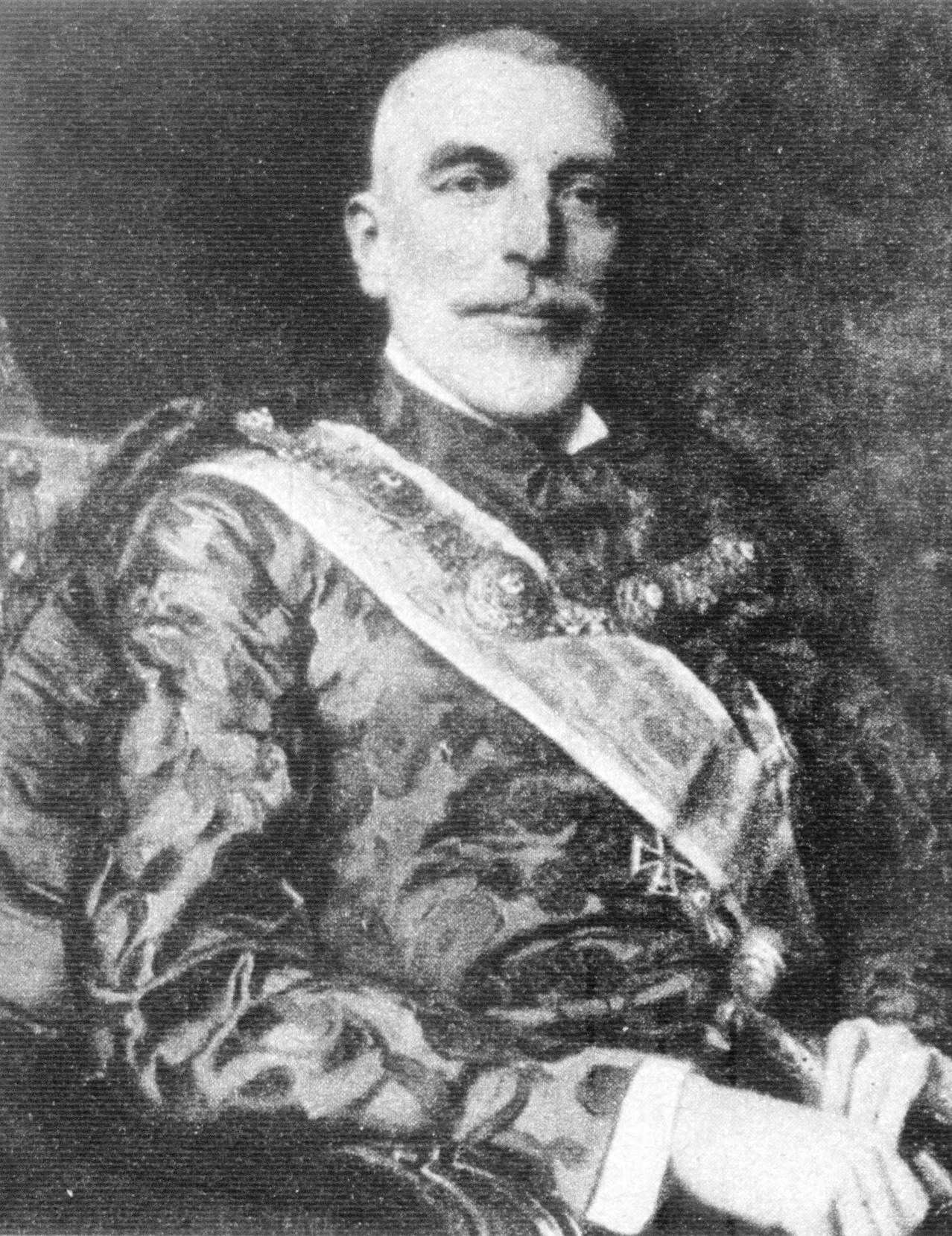
Ghillány Imre
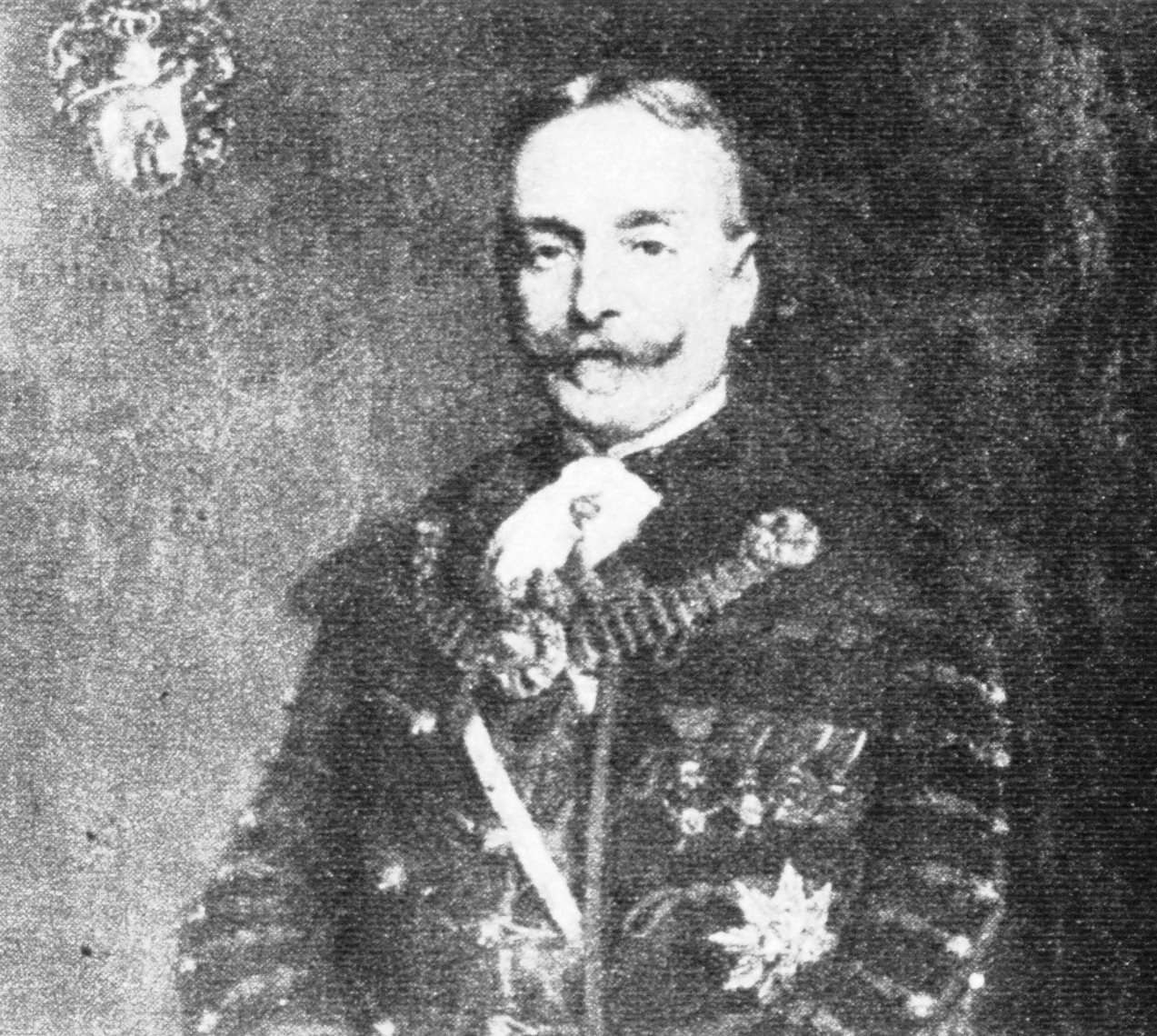
Tallián Béla
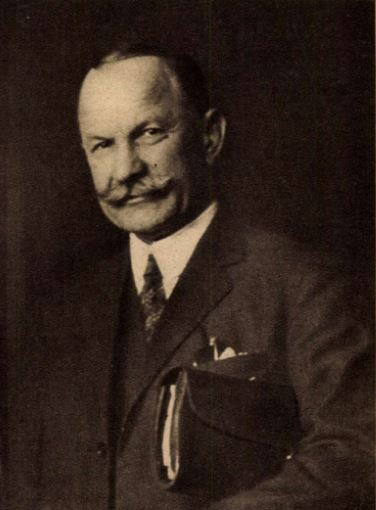
Mayer János

## Egyéb irodalom
- Bölöny József: Magyarország kormányai 1848–2004. Az 1987–2004 közötti időszakot feldolgozta és sajtó alá rendezte Hubai László. 5. bővített és javított kiadás. Budapest: Akadémiai. 2004.  ISBN 963-05-8106-X